# Giuseppe Monticciolo
Giuseppe Monticciolo, soprannominato u Tedesco (San Giuseppe Jato, 26 giugno 1971), è un mafioso e collaboratore di giustizia italiano.

## Biografia
È stato arrestato il 20 febbraio 1996 ed è subito divenuto un collaboratore di giustizia. Accusato di numerosi delitti, tra cui anche l'omicidio di Giuseppe Di Matteo materialmente compiuto assieme a Vincenzo Chiodo ed Enzo Salvatore Brusca, è stato condannato a 20 anni di carcere, ma dopo cinque anni di detenzione gli sono stati concessi gli arresti domiciliari e attualmente vive sotto protezione in una località segreta.